# Soraya Paladin
Soraya Paladin (Vittorio Veneto, 4 de mayo de 1993) es una deportista italiana que compite en ciclismo en la modalidad de ruta.
Ganó una medalla de bronce en el Campeonato Mundial de Ciclismo en Ruta de 2024 y una medalla de plata en el Campeonato Europeo de Ciclismo en Ruta de 2023, ambas en la prueba de contrarreloj por relevos mixtos.

## Medallero internacional
| Campeonato Mundial | Campeonato Mundial     | Campeonato Mundial | Campeonato Mundial              |
| Año                | Lugar                  | Medalla            | Competición                     |
| ------------------ | ---------------------- | ------------------ | ------------------------------- |
| 2024               | Zúrich (Suiza)         | Medalla de bronce  | Contrarreloj por relevos mixtos |
| Campeonato Europeo |                        |                    |                                 |
| Año                | Lugar                  | Medalla            | Competición                     |
| 2023               | Drenthe (Países Bajos) | Medalla de plata   | Contrarreloj por relevos mixtos |

## Palmarés
2017
- 3.ª en el Campeonato de Italia en Ruta

2018
- Giro de la Toscana-Memorial Michela Fanini, más 1 etapa

2019
- 2 etapas de la Vuelta a Burgos
- 1 etapa del Giro de la Toscana-Memorial Michela Fanini
- Giro delle Marche in Rosa, más 1 etapa

2021
- 2.ª en el Campeonato de Italia Contrarreloj